# Jeńcy polscy w niewoli słowackiej
Jeńcy polscy w niewoli słowackiej. Państwo Słowackie proklamowane 14 marca 1939, rządzone przez faszyzującą Słowacką Partię Ludową z prezydentem ks. Jozefem Tiso na czele, przystąpiło do koalicji z Niemcami.
Z jej obszaru 1 września 1939 wtargnął do Polski niemiecki XVIII Korpus Górski. U jego boku polską Armię Kraków, a także Armię Karpaty na odcinku „Słowacja” zaatakowała słowacka Armia Polowa „Bernolák” dowodzona przez gen. I rangi Ferdinanda Čatloša. Tworzyły ją 1, 2 i 3 Dywizja Piechoty oraz Grupa Szybka. Armia gen. Čatloša, która początkowo miała wiązać obronnie siły polskie, przeszła do aktywnych działań siłami 1 i 3 Dywizji Piechoty. Natomiast 2 Dywizja Piechoty i Grupa Szybka w późniejszym terminie oczyszczały zdobyty teren z niedobitków Armii „Karpaty” na pograniczu ze Słowacją. Po zakończeniu walk na terenie polskim (m.in. w Zakopanem i kilku innych miejscowościach) pozostało kilka garnizonów słowackich.
Do niewoli słowackiej dostało się około 1350 żołnierzy polskich, których osadzono w punktach zbiórki, a następnie w słowackich obozach jeńców. Zgodnie z rozkazem słowackiego Sztabu Generalnego z 30 sierpnia 1939 każda dywizja miała utworzyć po jednym punkcie zbornym jeńców i jednym dla ewentualnych uchodźców (2 Dywizja Piechoty początkowo miała punkty zborne razem z 1 DP). Stąd jeńcy mieli być odsyłani do obozu jenieckiego Oremov laz koło wsi Lešť (obecnie w granicach poligonu wojskowego).
Służbę wartowniczą w obozie pełniła Hlinkowska Gwardia, a w kolejno powstających obozach także wojsko. Pierwsi jeńcy polscy z 1 Pułku Strzelców Podhalańskich i Batalionu KOP „Żytyń” dostali się do niewoli 3–5 września, ostatni zaś – około 19 września. Za jeńców wojennych uznano żołnierzy formacji zbrojnych, a później także uciekinierów z obozów internowania na Węgrzech i w Rumunii. Jeńcom zabierano broń i dokumenty wojskowe, pozostawiano im rzeczy osobiste i maski przeciwgazowe. Zapewniono im opiekę duszpasterską. Zabroniono wobec nich represji. Rannym i chorym zapewniono pomoc medyczną. Rodziny próbowano (z niewielkim skutkiem) powiadomić przez Słowacki Czerwony Krzyż.
Do Lešti pierwszych 36 jeńców polskich (2 oficerów, 3 podoficerów i 31 szeregowych) przybyło 6 września 1939. Ogólna liczba jeńców w Lešti jest trudna do ustalenia, gdyż niebawem znaleźli się w obozie uciekinierzy z Węgier. 24 października w obozie miało być 91 jeńców (w tym 8 oficerów i 2 podoficerów) dostarczonych tam przez wojska: słowackie (69), niemieckie (16) i żandarmerię (6) oraz 467 uciekinierów (umundurowanych i w cywilu). Do października uciekinierów Słowacy, po przesłuchaniu, przekazywali Niemcom na granicy polsko-słowackiej, ale ich napływ nie malał. Wobec tego wzmożono ochronę granicy z Węgrami, a Polaków ujętych (głównie narodowości żydowskiej) zawracano na Węgry lub kierowano do Lešti, zwłaszcza jeżeli pochodzili z Orawy, Spiszu lub Jaworzyny.
W listopadzie zaczęto rozważać zwolnienie jeńców pochodzących z tego obszaru. Nie otrzymano na to jednak zgody Niemców. Wtedy zaczęły się ucieczki jeńców z Lešti, kończące się niekiedy tragicznie. Na przełomie grudnia 1939 r. i stycznia 1940 r. zostali zastrzeleni:
- sierż. Faustyn Rykaczewski z 67 Pułku Piechoty,
- sierż. Konrad Balcarek z 2 Pułku Strzelców Podhalańskich,
- sierż. Augustyn Bąk z 1 Pułku Artylerii Motorowej,
- szer. Bolesław Ścisło z 5 Batalionu Pancernego.

Wszyscy zostali pochowani w Senohradzie w powiecie Krupina.
W trzeciej dekadzie grudnia Niemcy odesłali do obozu w Rużomberku 46 jeńców polskich narodowości słowackiej. W lutym 1940 odesłano z Lešti 14 jeńców polskich pochodzenia niemieckiego na przejście graniczne Suchá Hora i przekazano ich Niemcom. 24 stycznia 1940 Poselstwo Słowackie w Moskwie przedłożyło władzom ZSRR spis jeńców pochodzących z ziem zajętych przez Armię Czerwoną z propozycją ich przekazania, zaś władzom Litwy – spis jeńców pochodzących z Wileńszczyzny, ale Moskwa i Wilno zbyły propozycję milczeniem.
W tym czasie dowództwo słowackie chciało opróżnić obóz w Lešti z 1084 jeńcami i uciekinierami. Ponadto 125 jeńców pracowało w Trnavie w tamtejszych zakładach. Łącznie w obozach słowackich było zatem 1209 osób. W lutym Niemcy prawdopodobnie planowali przeniesienie jeńców polskich ze Słowacji do obozu pod Krakowem. Pod koniec lutego 1940 eskorta niemiecka por. Schlachty (57 ludzi) odebrała na stacji kolejowej Pliešovici transport jeńców z Lešti. Jednakże wyłączono z nich 107 jeńców pochodzących z ziem zajętych po 17 września przez ZSRR i przeznaczono do pracy w Trnavie. 125 jeńców z Trnavy miało być przeniesionych do Żyliny. Z tej grupy uciekło 15 osób, 19 zaś z transportu do Trnavy (107 jeńców). Transport z Lešti, doprowadzony przez Niemców do Czadcy, liczył ostatecznie 947 osób, z których 140 było narodowości niemieckiej. Do obozu jenieckiego Stalag VIII B Lamsdorf od 27 lutego do 6 marca 1940 dotarło 896 jeńców.